# Вино (фільм, 1913)
«Вино» (англ. Wine) — американська короткометражна кінокомедія Джорджа Ніколса 1913 року з Роско Арбаклом в головній ролі.

## У ролях
- Роско ’Товстун’ Арбакл — офіціант
- Форд Стерлінг — обідає
- Мінта Дарфі — обідає
- Чарльз Інслі — метрдотель
- Дот Фарлі — дівчина